# Majimoji Rurumo
Majimoji Rurumo (まじもじるるも Majimoji Rurumo?) es una serie de manga japonesa de Wataru Watanabe, autor de la serie de manga Yowamushi Pedal. La serie sigue a Kōta Shibaki, una estudiante de secundaria, que entrena con una bruja llamada Rurumo mediante el uso de boletos mágicos. Sin embargo, cada vez que se usa un boleto para pedir un deseo, la vida de Shibaki se acorta.
La primera serie de manga fue serializada en la revista Gekkan Shōnen Sirius de Kodansha de octubre de 2007 a 2011. También se ha serializado un segundo manga, de 2011 a 2013, y un tercero en 2013. Una adaptación de anime producida por JCStaff se emitió desde el 9 de julio hasta el 24 de septiembre de 2014. Crunchyroll transmitió la serie.

## Trama
Shibaki es un chico de secundaria cuyo único interés son las chicas. Excepto que ha sido calificado como el chico más pervertido en la escuela y las chicas lo evitan como la peste. Un día encuentra un libro en la biblioteca sobre cómo convocar brujas. Lo intenta como una broma, pero resulta ser real. Una aprendiz de bruja llamada Rurumo aparece para concederle un deseo. Shibaki ayuda a Rurumo y ella a cambio se niega a tomar su alma. Cuando comienza la historia, Shibaki desea poder ver a Rurumo nuevamente. Sus deseos se otorgan inmediatamente cuando Rurumo cae del cielo y se estrella frente a él. Él descubre que, como castigo por no tomar su alma, ha sido arrestada por una aprendiz de bruja. Ahora, debe completar la tarea de hacer que Shibaki use 666 boletos mágicos que le concedan deseos antes de que pueda volver a ser bruja. Sin embargo, lo que ella no sabe es que cada vez que usa un boleto acorta la vida de Shibaki. Cuando se agota el último boleto, Shibaki morirá. Él lo sabe porque el gato negro de Rurumo, Chiro, se lo dice como parte del "contrato" por darle las entradas. Ahora, Shibaki tiene dos opciones, pedir un deseo y ayudar a Rurumo a convertirse en brujo nuevamente o resistir la tentación e intentar salvar su propia vida.

## Personajes
Kōta Shibaki (柴木 耕太 Shibaki Kōta?)
Seiyū: Makoto Takahashi
Un estudiante de secundaria. Debido a sus diversas acciones pervertidas en el pasado, lo que le valió el título de "Hentai Shibaki" (ヘンタイシバキ lit. El pervertido Shibaki?), cada chica lo aliena, lo que lleva a una vida escolar vacía. Él es parte del Club Fushigi Hakken Kurabu (不思議発見クラブ Fushigi Hakken Kurabu?) residente de su escuela, pero no está interesado en lo oculto.
Rurumo (るるも?)
Seiyū: Suzuko Mimori
Una bruja que hizo un contrato con Shibaki. Su nombre completo es Rurumo Maji Mojiruka (マジ＝モジルカ・ルルモ Maji Mojiruka Rurumo?). Cuando Shibaki usa los boletos que le dieron, ella puede usar magia para concederle sus deseos. En el exterior, se ve como una chica normal de secundaria, y la gente generalmente asume que es una cosplayer, debido a su ropa. Ella es inexpresiva y reticente al extremo, pero por naturaleza es más tímida que otras, también es muy torpe y ajena. Después de desafiar varias reglas, la obligaron a pasar 60 años en prisión.
Chiro (チロ?)
Seiyū: Misato Fukuen
Ella es la familiar mágica de Rurumo, una gata de pelo púrpura. Chiro es el que le informa a Shibaki que una vez que use todas las 666 entradas que Rurumo le dio, morirá. Ella es capaz de transformarse en una niña humana a voluntad, en esa forma se convierte en una adolescente de piel bronceada. Ella solía ser un gato callejero, que intentó vender varitas mágicas para ganarse la vida, pero Rurumo le ofreció que se familiarizara, por lo que está muy agradecida.
Madre de Shibaki (柴木の母 Shibaki no Haha?)
Seiyū: Mamiko Noto
La madre de Shibaki, a quien teme mucho debido a sus tendencias violentas, por lo que a veces lo amenazaba con un cuchillo, especialmente cuando cree que podría estar haciendo algo ilegal, como secuestrar a menores. Se insinúa que ella tiene una forma inversa del complejo de Edipo hacia Shibaki.
Seitarō Shibaki (柴木 誠太郎 Shibaki Seitarō?)
Seiyū: Yuka Takakura
El hermano pequeño de Shibaki, que está profundamente asustado por las tendencias violentas de su madre.
Senpai (先輩 Senpai?)
Seiyū: Junji Majima
El severo y directo presidente del Fushigi Hakken Kurabu, compuesto por él mismo, Shibaki, Mameo Fukusuke e Hiro Tokoda. Su verdadero nombre es desconocido. Él expresa interés en Rurumo, y a menudo trata de pedirle que se una al club. Está obsesionado con lo oculto, a menudo confundiendo objetos normales con ovnis. Con frecuencia arrastra a Shibaki, a quien llama "Shibaraku" (しばらく?), en sus planes.
Tanako Kujirai (鯨井 棚子 Kujirai Tanako?)
Seiyū: Yurika Endō
El autoproclamado rival de Rurumo. Ella se une al Fushigi Hakken Kurabu, principalmente debido a que está enamorada de Senior. Ella afirma ser un mago, tratando de impresionar a Senior (que también ignora sus avances), pero no respalda su afirmación. Ella expresa muy poco interés en Shibaki, a pesar de sus intentos de impresionarla.
Mameo Fukusuke (福助 豆男 Fukusuke Mameo?)
Seiyū: Kazutomi Yamamoto
Un miembro del Fushigi Hakken Kurabu. Un niño bajo y rechoncho, a quien se lo ve con frecuencia comiendo albóndigas.
Hiro Tokoda (床田 広 Tokoda Hiro?)
Seiyū: Shūta Morishima
Otro miembro del Fushigi Hakken Kurabu. Alto y delgado.
Sumiko Inoue (井上 澄子 Inoue Sumiko?)
Seiyū: Shizuka Ishigami
El jefe del "Comité Disciplinario" de la escuela, que tiene una personalidad tensa. Ella toma su deber de hacer cumplir las reglas de la escuela muy en serio, junto con Kyouko y Shimomura. Ella y Shibaki son amigas de la infancia, ya que sus familias son viejas amigas y han estado yendo a la misma escuela que él desde el jardín de infantes. Se insinúa que a pesar de su actitud habitual, ella quiere ser víctima de la perversión de Shibaki. Ella también parece tener debilidad por las cosas lindas.
Masako Shimomura (下村 雅子 Shimomura Masako?)
Seiyū: Minami Takahashi
Es miembro del "Comité Disciplinario" de la escuela, donde se desempeña como secretaria de Inoue. Ella es una otaku que está interesada en el cosplay, que mantiene como un secreto muy bien guardado. Se hace amiga de Rurumo, a quien cree ser una cosplayer, y le presenta el mundo del cosplaying y el anime.
Kyōko Izumi (泉 強子 Izumi Kyōko?)
Seiyū: Mari Shiraishi
Es miembro del "Comité Disciplinario" de la escuela, junto con Inoue y Shimomura. Ella sirve como ejecutora, castigando físicamente a cualquiera que sea declarado culpable de violar las reglas de la escuela y la moral pública. Ella no habla muy a menudo y es mucho más fuerte de lo que parece ser. Parece estar enamorada de Sakurai, quien notó que era una persona amable.
Maaya Sawashita (沢下 真綾 Sawashita Maaya?)
Seiyū: Juri Nagatsuma
Un estudiante popular y la principal víctima de la perversión de Shibaki. A pesar de su comportamiento lascivo, Sawashita no parece antagonizarlo como lo hacen las otras chicas. Parece ser buena amiga de Tanako.
Hiroshi Nishino (西野 宏司 Nishino Hiroshi?)
Seiyū: Hiro Shimono
Un amigo de Shibaki y también uno de sus "clientes".
Hajime Suguwara (菅原 始 Sugawara Hajime?)
Seiyū: Haruki Ishitani
Otro de los amigos y "clientes" de Shibaki, a quien parece gustarle meterse con Nishino. A menudo intenta impresionar a Rurumo, pero generalmente es ignorado.
Tomoha Sakurai (桜井 知葉?)
Seiyū: Yūsuke Kobayashi
Otro de los compañeros de clase y "clientes" de Shibaki, que es popular entre las chicas.
Harulily Walura (ワルラ ハルリリ Warura Haruriri?)
Seiyū: Natsumi Takamori
Una bruja severa de alto nivel. Al principio, ella parece ser malvada y abrasiva, pero se muestra que tiene un lado más suave. Ella admira a Rurumo, y está algo molesta por su inexpresividad.
Ruri Iida (飯田 瑠璃 Iida Ruri?)
Seiyū: Harumi Sakurai
Un infantil todavía estricto estatal enforcer. Proporciona direcciones para Rurumo en episodio 5, pero Rurumo es incapaz de recordar su asistencia. Ella a menudo fends de Shibaki intentos de acercarse schoolgirls, así como Iida ella, a pesar de que le gusta jugar con él.

## Medios de comunicación

### Manga
El manga fue serializado en la revista de manga shōnen de Kodansha, Gekkan Shōnen Sirius, de 2007 a 2011. El manga apareció por primera vez como una bonificación de cuento de una sola vez para el trabajo anterior de Watanabe, Owarai Chibius (お 笑 い チ ビ ウ ス), incluido en el número mensual de julio de 2007 de Shōnen Sirius, y luego se convirtió en una serialización regular de octubre de 2007 a febrero de 2011, compilado en un total de siete volúmenes tankōbon. El segundo manga, Majimoji Rurumo: Makai-hen (ま じ も じ る る も 魔界 編?) comenzó la serialización en abril de 2011 hasta marzo de 2013, compilado en 5 volúmenes. El tercer manga en curso, titulado Majimoji Rurumo: Hōkago no Mahō Chugakusei (ま じ も じ る る も 放 課後 の 魔法 中学生?) comenzó la serialización durante julio de 2013.

### Anime
Una adaptación de anime, producida por JCStaff y dirigida por Chikara Sakurai, se emitió del 9 de julio al 24 de septiembre de 2014, en AT-X y más tarde en Tokio MX, KBS Kyoto, Sun TV, TV Aichi, BS11 y NBC . Kodansha estaba transmitiendo simultáneamente la serie en Crunchyroll con subtítulos en inglés. El tema de apertura es "Seiippai, Tsutaetai!" (せいいっぱい、つたえたい! lit. ¡Quiero transmitirte esto con todo mi poder!?) por Suzuko Mimori, que también expresa Rurumo, y el tema final es "Futari no Chronostasis" (ふたりのクロノスタシス llit. Nuestro Chrono Stasis?) Yurika Endō. Se incluyó un episodio de OVA con el noveno volumen del manga que se lanzó el 9 de julio de 2019.
| # | Título                                                                                              | Estreno                  |
| --- | --------------------------------------------------------------------------------------------------- | ------------------------ |
| 1 | «Te Concederé tu Deseo» «Anata no Nozomi Kanaemasu» (あなたののぞみかなえます)                      | 9 de julio de 2014       |
| Como miembro del Fushigi Hakken Kurabu, un día Shibaki Kota convoca a una bruja usando un manual de invocación de brujas con el que tropezó en la biblioteca. Bromeando pregunta por las bragas de las chicas. Rurumo es convocado y le entrega a Shibaki lo que había deseado. Sin embargo, no tenía idea de que se le concediera su deseo significaba crear un contrato con una bruja y darle su vida. Cuando Rurumo aparece de nuevo, Shibaki recibe 666 boletos mágicos de ella que le permiten usar libremente la magia. Hacer uso humano de los boletos mágicos se había considerado una forma de entrenamiento para Rurumo. Sin embargo, Rurumo no sabe que el dueño de los boletos muere una vez que se agotan. Cuando Shibaki se entera de esto del conocido gato de Rurumo, Chiro, jura que nunca volverá a usar los boletos. | |                          |
| 2 | «El Sueño de Vivir Juntos» «Yume no Dōsei Seikatsu» (夢の同棲生活)                                  | 16 de julio de 2014      |
| Rurumo no puede regresar al inframundo y comienza a vivir en una tienda de campaña como una persona sin hogar. Shibaki y sus compañeros de club se topan con ella. Queriendo evitar que la encuentren, Shibaki la lleva a su casa. La esconde en su habitación sin que su madre lo sepa y trata de mantenerlos viviendo allí, a pesar de que su madre comienza a sospechar algo. Cuando la madre de Shibaki irrumpe repentinamente en su habitación para encontrar a Shibaki y un Rurumo dormido, Shibaki usa un boleto y Rurumo activa un hechizo que altera la memoria para hacer que todos piensen que ella es la hermana pequeña de Shibaki y comienza a vivir en su casa. | |                          |
| 3 | «Enfrentamiento de la Muchacha Mágica» «Mahō Shōjo Taiketsu» (魔法少女対決)                         | 23 de julio de 2014      |
| Mediante el poder de un hechizo de alteración de la memoria, Rurumo comienza a vivir con la familia Shibaki bajo el disfraz de la hermana menor de Shibaki. A pesar de que viven juntos, Shibaki experimenta una gran angustia por su incapacidad para hacerle algo a su "hermana menor". Mientras tanto, para castigarse por tener demasiado tiempo libre, Rurumo comienza a trabajar en la cafetería de la escuela secundaria de Shibaki, donde comete un error tras otro. Mientras tanto, Tanako Kujirai se une al Fushigi Hakken Kurabu y toma el papel de "mago" residente del club. | |                          |
| 4 | «Inoue del Comité Disciplinario» «Jajjimento no Inoue-san» (風紀委員の井上さん)                     | 30 de julio de 2014      |
| Los monitores estudiantiles del West High Student Council toman medidas estrictas contra los estudiantes y golpean a los delincuentes con sus puños. El monitor estudiantil Inoue Sumiko conoce a Shibaki desde la escuela primaria y no puede soportar ver a "Shibaki el Pervertido". Los monitores estudiantiles llevan a cabo una "limpieza" de los medios pornográficos en toda la escuela que Shibaki había estado alquilando a sus compañeros. | |                          |
| 5 | «Mi Primer Recado» «Hajimete no Otsukai» (はじめてのおつかい)                                       | 6 de agosto de 2014      |
| Un domingo de verano, cuando Rurumo comete un error tras otro al intentar limpiar la casa, la madre de Shibaki la envía a entregarle un paquete que él le ordenó, mientras él trabajaba en la granja de su abuela. Rurumo y Chiro se dirigen a la oficina de correos para comprar "sellos" para viajar en el tren, con los amigos y conocidos de Shibaki de la escuela que la ven en su viaje. | |                          |
| 6 | «Incidente en un Día Lluvioso» «Ame no Hi no Jiken» (雨の日のジケン)                                | 13 de agosto de 2014     |
| Algunos estudiantes de primer año presencian a Shibaki recogiendo revistas de huecograbado del suelo. A través de su intento de ocultar sus acciones, termina llevando a tres gatitos abandonados, Man, Slaughter y Case, a casa. Sin embargo, su madre que odia a los animales los descubre, y él decide mantenerlos en la escuela hasta que encuentre hogares para ellos, utilizando cualquier medio posible. | |                          |
| 7 | «El Traje de Baño Legendario» «Densetsu no Mizugi» (伝説の水着)                                     | 20 de agosto de 2014     |
| Shibaki y sus amigos van a la playa por sugerencia de Senior. Allí se topan con los monitores de los estudiantes, su tetona compañera de clase Maya y la mujer policía Ruri Iida. No importa cuánto lo recomiende Shibaki, Rurumo se niega a cambiarse su traje de bruja y ponerse un traje de baño, y queda claro que olvidó comprar uno. Chiro se pone en marcha para traerle a Rurumo el traje de baño perfecto. Mientras tanto, Senior arrastra a Shibaki para buscar a través del bosque lo que él dice ser el "traje de baño legendario". | |                          |
| 8 | «Bruja de Primera clase, Harulily, Aparece» «Daiikkyū Majo Haruriri Kōrin» (第一級魔女ハルリリ降臨) | 27 de agosto de 2014     |
| Una bruja llamada "Harulily Walura" llega a la ciudad, ofreciéndole a Shibaki un contrato que, a diferencia de Rurumo, no resultará en su muerte. Después de probar las entradas que le dieron, se da cuenta de que desaparecieron. Rurumo y Chiro los persiguen después de sentir Magic, y la reconocen. Harulily pasa el día ayudando a Rurumo en diferentes trabajos, donde la torpeza de Rurumo siempre los despedía. Harulily confronta a Rurumo sobre su inexpresividad, recordando el pasado, y le pregunta si realmente tiene la intención de terminar su entrenamiento. | |                          |
| 9 | «Un Secreto que Nadie Puede Saber» «Darenimoienai Himitsu» (誰にも言えない秘密)                     | 3 de septiembre de 2014  |
| La monitor estudiantil seria Shimomura Masako ama el anime y crea su propio cosplay. Cuando Masako trae su accesorio de cosplay a la escuela, lo deja caer al suelo. Rurumo es testigo del evento. Masako ya siente una sensación de afinidad por Rurumo debido a su creencia errónea de que el atuendo de su bruja es una forma de cosplay, y se conmueve cuando Rurumo no se burla de su pasatiempo, invitándola a un evento de cosplay. | |                          |
| 10 | «Viaje de baño mixto en Okamimura» «Kon'yoku ryokō in Ookamimura» (混浴旅行in尾々神村)              | 10 de septiembre de 2014 |
| Rodeada de leyendas del lobo japonés desde hace mucho tiempo, la ciudad de Okamimura se encuentra en lo profundo de las montañas. Miembros del Fushigi Hakken Kurabu junto con Kōta, Rurumo, sus compañeros de clase Nishino, Sugawara, Sakurai, Maya y el trío de monitores estudiantiles toman un tren a Okamimura. Transformándose en un humano, Chiro se identifica como la hermana menor de Rurumo. El Fushigi Hakken Kurabu descubre una poción mágica, que Senior le da a Kōta para que la tome. La poción termina transformando a Kōta en un lobo, y tiene que correr por su vida antes de ser perseguido por los dueños de la posada. | |                          |
| 11 | «Banda de chicas formada» «Kessei Gāruzu Bando» (結成🌟ガールズバンド)                              | 17 de septiembre de 2014 |
| Para atraer a más miembros al Fushigi Hakken Kurabu, Tanako les sugiere que intenten unirse a un famoso concurso de bandas televisadas. Después de asaltar la escuela para los miembros de la banda, terminan reclutando a Maaya (guitarra), Sumiko (bajo), Kyōko (batería), Tanako (teclado) y Rurumo como vocalista, y también a Masako como diseñador de vestuario, quien les sugiere usa disfraces similares a los de Rurumo, ya que coincide con el tema del Fushigi Hakken Kurabu. Les va bien en las audiciones, pero cuando Rurumo se da cuenta de que tendrá que cantar frente a muchas personas, no puede continuar. Kōta decide cantar en su lugar, solo para darse cuenta de que está sordo, lo que le da a la banda una mala puntuación. Más tarde, Rurumo le canta a Kōta solo. | |                          |
| 12 | «Un Día Sin Rurumo» «Rurumo no Inai Hi» (るるものいない日)                                          | 24 de septiembre de 2014 |
| Kōta habla con Rurumo sobre el festival de año nuevo que se avecina, mientras ve una Yukata en una vitrina, y la encuentra realmente bonita. Kōta, queriendo hacerle una sorpresa, comienza a trabajar para ahorrar dinero para comprar la Yukata para que Rurumo la use en el festival. Sin embargo, cuando llega el festival, todos parecen haberse olvidado de la existencia de Rurumo, ya que recuerdan lo que sucedió durante el año, pero ignoran su presencia en estos eventos. Kōta luego comienza a recordar a Rurumo, y luego se encuentra con ella, que lleva puesta la Yukata que le compró. Ella explica que cada año en un día determinado, que es el mismo día del festival, alguien vendría al mundo humano para verificar cómo era una bruja contraída, y así la existencia de Rurumo fue borrada temporalmente de la memoria de todos para evitar Confusión. Rurumo luego trata de parecer sorprendido, ya que Kōta estaba tratando de sorprenderla. | |                          |